# Lot ćmy
Lot ćmy (ang. Hornet Flight) – powieść sensacyjna brytyjskiego pisarza Kena Folletta z roku 2002.
Akcja powieści rozgrywa się w 1941 r. w okupowanej przez hitlerowskie Niemcy Danii. Lotnictwo alianckie, dokonujące nalotów na niemieckie miasta, ponosi olbrzymie i niewytłumaczalne  straty. Z przechwyconej przez angielski wywiad informacji wynika, że przyczyną niemieckich sukcesów jest Freya. Pod imieniem nordyckiej bogini miłości kryje się urządzenie pozwalające na wczesne wykrywanie alianckich samolotów. Rozpracowanie tej tajemnicy zostaje powierzone agentce MI6 Hermii Mount współpracującej z duńskim ruchem oporu i znającej doskonale Danię i Duńczyków. Do organizacji podziemnej o nazwie Nocni Strażnicy należy Poul Kirke i narzeczony Hermii Arne Olufsen, oficerowie duńskiego lotnictwa. Kiedy próbują wykonać powierzone im zadanie dostarczenia aliantom planów niemieckiego urządzenia, na trop organizacji wpada Peter Flemming, duński policjant kolaborujący z Niemcami. Poul i Arne giną, ale ich zadanie przejmuje brat Arnego Harald i jego przyjaciółka Karen. Udaje im się dostarczyć Anglikom zrobione przez Haralda zdjęcia Frei. Dokonują tego uciekając z okupowanej Danii do Wielkiej Brytanii małym samolotem Hornet Ćma.
Jak zwykle u Folletta, powieść charakteryzuje się wartką narracją i nieoczekiwanymi zwrotami akcji. Treść wskazuje na doskonałą znajomość u autora działania lotnictwa wojskowego w czasie II wojny światowej oraz znajomość detali konstrukcyjnych samolotów typu Hornet, a także sposobu ich pilotowania. Ponadto znajdziemy w powieści wiele szczegółów dotyczących życia w Danii za czasów okupacji hitlerowskiej.